# Umagilla forskalensis
Umagilla forskalensis är en plattmaskart. Umagilla forskalensis ingår i släktet Umagilla och familjen Umagillidae. Inga underarter finns listade i Catalogue of Life.